# Havre - Caumartin metróállomás
Az Havre - Caumartin egy metróállomás Franciaországban, Párizsban a párizsi metró 3-as és 9-es metróvonalán. Tulajdonosa és üzemeltetője a RATP.

## Metróvonalak
Az állomást az alábbi metróvonalak érintik:
- 3-as metróvonal
- 9-es metróvonal

## Kapcsolódó állomások
A metróállomáshoz az alábbi állomások vannak a legközelebb:
- Saint-Lazare (Pont de Levallois - Bécon, 3-as metróvonal)
- Opéra (Gallieni, 3-as metróvonal)
- Saint-Augustin (Pont de Sèvres, 9-es metróvonal)
- Chaussée d’Antin – La Fayette (Mairie de Montreuil, 9-es metróvonal)